# Határ út (metropolitana di Budapest)
Határ út è una stazione della metropolitana di Budapest, situata lungo la linea M3.
La stazione di Határ út prende il nome dall'adiacente strada Határ út, che letteralmente significa "Strada di Confine". Prima della formazione della Grande Budapest, infatti, questa era il confine del Comune di Budapest Capitale.
Saliti in superficie da questa stazione è possibile prendere il tram 42 che collega il Bozsik Stadion.

## Interscambi
Nelle vicinanze della stazione effettuano fermata alcune linee urbane e suburbane automobilistiche e tranviarie, gestite da BKV.
- Fermata tram
- Fermata autobus